# 神之雫 Drops of God
《神之雫 Drops of God》是改編自日本漫畫《神之雫》的法、英和日語影集，由芙洛兒·潔芙莉爾、山下智久主演，法國電視台和Hulu Japan跨國合作拍攝，第一季2023年4月21日開始於Apple TV+播出。
本劇將原作中主角神咲雫改為法籍女子卡蜜兒（Camille）。卡蜜兒從小隨離婚的母親回到法國，她常居日本東京的知名葡萄酒評論家父親亞歷山大·雷傑（Alexandre Léger）過世後，留下遺囑要求卡蜜兒與其養子遠峰一青比賽品酒，最終勝利者能獲得雷傑所有的遺產。

## 演員表
- 芙洛兒·潔芙莉爾（法语：Fleur Geffrier） 飾演 卡蜜兒·雫·雷傑（Camille Shizuku Léger）
- 山下智久 飾演 遠峰一青(Issei Tomine)
- 史丹利·韋伯（法语：Stanley Weber） 飾演 亞歷山大·雷傑（Alexandre Léger）